# Julie Kavner
Julie Deborah Kavner (Los Angeles, 7 de setembro de 1950) é uma atriz e comediante americana. Mais conhecida por seu papel de voz como Marge Simpson na série animada de televisão Os Simpsons, Kavner chamou a atenção pela primeira vez por seu papel como Brenda Morgenstern, a irmã mais nova da personagem-título de Valerie Harper na sitcom Rhoda, pela qual ganhou um Primetime Emmy Award de Melhor Atriz Coadjuvante em Série de Comédia. Ela também dubla outros personagens de Os Simpsons, incluindo a mãe de Marge, Jacqueline Bouvier, e as irmãs Patty e Selma Bouvier.
Conhecida por sua improvisação e distinta "voz de cascalho mel", Kavner foi escalada para seu primeiro papel profissional como Brenda Morgenstern em Rhoda em 1974. A partir de 1987, Kavner começou a aparecer no The Tracey Ullman Show, que incluiu uma série de curtas animados sobre uma família disfuncional. Vozes eram necessárias para os curtas, e os produtores pediram a Kavner para dar voz a Marge. Os shorts foram desmembrados em Os Simpsons.
Kavner foi descrita como "quase reclusa". Parte de seu contrato diz que ela nunca terá que promover Os Simpsons em vídeo. Por seu trabalho como Marge, Kavner recebeu outro Primetime Emmy Award por Melhor Performance de Voice-Over em 1992 e uma indicação ao Annie Award por sua atuação como personagem em The Simpsons Movie.
Normalmente definida como uma "mulher que é solidária, simpática ou discretamente engraçada", Kavner cresceu por não gostar de desempenhar esses papéis. Em 1992, ela estrelou This Is My Life, seu primeiro papel principal em um longa-metragem. Kavner também apareceu em papéis de ação ao vivo em seis filmes escritos por Woody Allen e na comédia de Adam Sandler, Click.

## Primeiros anos
Kavner nasceu em Los Angeles, Califórnia, em 7 de setembro de 1950, sendo a segunda filha de Rose, uma conselheira familiar, e David Kavner, um fabricante de móveis, e cresceu no sul da Califórnia. Ela decidiu seguir a carreira de atriz porque "Não havia mais nada que eu quisesse fazer, nunca". Ela frequentou a Beverly Hills High School (que ela mais tarde admitiu que odiava), onde ela era "algo solitária", e tentou sem sucesso várias peças. John Ingle, ex-presidente do departamento de arte da Beverly Hills High School, comentou mais tarde que Kavner era "excelente na improvisação, mas ela não era uma ingênua e não tão moldável naquela idade".
Depois de se formar no colegial, Kavner frequentou a San Diego State University e se formou em drama, sendo escalada para várias produções, incluindo o papel de Charlotte Corday em Marat/Sade, tornando-se conhecida por sua improvisação e capacidade de fazer comédia e drama. Depois de se formar em 1971, ela conseguiu um emprego como datilógrafa na Escola de Artes e Arquitetura da UCLA.

## Vida pessoal
Kavner é judia, tendo nascido e crescido no sul da Califórnia. Em 1992, contudo, passou a residir em Manhattan, Nova Iorque. Kavner leva uma vida privada, "quase reclusa", "discreta e guardada além da rotina habitual de estrela reticente". Ela raramente faz aparições públicas e se recusa a ser fotografada no trabalho, especialmente no estúdio enquanto faz Os Simpsons. Seu parceiro é o produtor aposentado David Davis, com o qual convive desde 1976. Em 1983, foi relatado na Current Biography que Kavner é uma atleta ávida e uma adepta do Pescetarianismo.
Em uma entrevista de 1992 ao The New York Times, Kavner disse que estava pensando em se aposentar, "exceto por fazer três dias por ano para Woody [Allen]", mas sentiu que se ela se aposentasse, ela receberia um roteiro que ela queria "fazer mais do que a própria vida".

## Filmografia
| Ano  | Título                                            | Papel                                | Notas                                        |
| ---- | ------------------------------------------------- | ------------------------------------ | -------------------------------------------- |
| 1979 | No Other Love                                     | Janet                                |                                              |
| 1982 | National Lampoon's Movie Madness                  | Sra. Falcone                         |                                              |
| 1985 | Bad Medicine                                      | Cookie Katz                          |                                              |
| 1986 | Hannah and Her Sisters                            | Gail                                 |                                              |
| 1987 | Radio Days                                        | Mãe                                  |                                              |
| 1987 | Surrender                                         | Ronnie                               |                                              |
| 1989 | New York Stories                                  | Treva                                |                                              |
| 1990 | Awakenings                                        | Eleanor Costello                     |                                              |
| 1990 | Alice                                             | Decoradora                           |                                              |
| 1991 | Shadows and Fog                                   | Alma                                 |                                              |
| 1992 | This Is My Life                                   | Dottie Ingels                        |                                              |
| 1994 | I'll Do Anything                                  | Nan Mulhanney                        |                                              |
| 1995 | Forget Paris                                      | Lucy                                 |                                              |
| 1997 | Deconstructing Harry                              | Grace                                |                                              |
| 1998 | Dr. Dolittle                                      | Pomba fêmea (voz)                    |                                              |
| 1999 | Judy Berlin                                       | Marie                                |                                              |
| 1999 | A Walk on the Moon                                | PA Locutor                           |                                              |
| 1999 | Story of a Bad Boy                                | Elaine                               |                                              |
| 2001 | Someone like You                                  | Animal peludo                        |                                              |
| 2004 | Barn Red                                          | Personagem não nomeado               |                                              |
| 2004 | O Rei Leão 3 - Hakuna Matata                      | Ma (voz)                             | Filme lançado diretamente em mídia doméstica |
| 2006 | Click                                             | Trudy Newman                         |                                              |
| 2007 | Os Simpsons - o Filme                             | Marge Simpson, Patty e Selma (vozes) |                                              |
| 2022 | The Simpsons Meet the Bocellis in "Feliz Navidad" | Marge Simpson (voz)                  | Curta-metragem                               |
| 2024 | May the 12th Be with You                          | Marge Simpson (voz)                  | Curta-metragem                               |

| Ano           | Título                         | Papel                                          | Notas                                  |
| ------------- | ------------------------------ | ---------------------------------------------- | -------------------------------------- |
| 1974–1978     | Rhoda                          | Brenda Morgenstern                             | 110 episódios                          |
| 1975          | The ABC Afternoon Playbreak    | Jane Darwin                                    | Episódio: "The Girl Who Couldn't Lose" |
| 1975          | Katherine                      | Margot Weiss Goldman                           | Filme para televisão                   |
| 1975          | Petrocelli                     | Julie                                          | Episódio: "To See No Evil"             |
| 1976          | Bert D'Angelo/Superstar        | Billy Gordon                                   | Episódio: "The Brown Horse Connection" |
| 1977          | Lou Grant                      | Alice                                          | Episódio: "Housewarming"               |
| 1979          | No Other Love                  | Janet Michaels                                 | Filme para televisão                   |
| 1980          | Revenge of the Stepford Wives  | Megan Brady                                    | Filme para televisão                   |
| 1980          | Taxi                           | Monica Banta Douglas                           | Episódio: "Tony's Sister and Jim"      |
| 1983          | A Fine Romance                 | Laura Prescott                                 | Filme para televisão                   |
| 1987–1990     | The Tracey Ullman Show         | Vários personagens                             | 43 episódios                           |
| 1989–presente | The Simpsons                   | Marge Simpson, Patty e Selma, vozes adicionais | Papel principal                        |
| 1990          | 42nd Primetime Emmy Awards     | Marge Simpson (voz)                            | Especial de televisão                  |
| 1991          | Sibs                           | Julia                                          | Episódio: "Honey, I Shrunk My Head"    |
| 1991          | To the Moon, Alice             | Produtora de sitcom                            | Filme para televisão                   |
| 1994          | Birdland                       | Madeline Diamond                               | Episódio: "Grand Delusion"             |
| 1994          | Don't Drink the Water          | Marion Hollander                               | Filme para televisão                   |
| 1996          | Jake's Women                   | Karen                                          | Filme para televisão                   |
| 1996–1999     | Tracey Takes On...             | Vários personagens                             | 14 episódios                           |
| 2014          | Family Guy                     | Marge Simpson, Patty e Selma (vozes)           | Episódio: "The Simpsons Guy"           |
| 2015          | Late Show with David Letterman | Marge Simpson (voz)                            | Episódio: "Final Show"                 |

| Ano  | Título                      | Papel                        | Notas |
| ---- | --------------------------- | ---------------------------- | ----- |
| 1990 | Storybook Weaver            | Mayzie Bird                  |       |
| 1991 | The Simpsons                | Marge Simpson                |       |
| 1994 | Storybook Weaver Deluxe     | Mayzie Bird                  |       |
| 1996 | The Simpsons Cartoon Studio | Marge Simpson                |       |
| 1997 | Virtual Springfield         | Marge Simpson, Patty e Selma |       |
| 1999 | Simpsons Bowling            | Marge Simpson, Patty e Selma |       |
| 2001 | The Simpsons Wrestling      | Marge Simpson                |       |
| 2001 | The Simpsons: Road Rage     | Marge Simpson                |       |
| 2002 | The Simpsons Skateboarding  | Marge Simpson                |       |
| 2003 | The Simpsons: Hit & Run     | Marge Simpson, Patty e Selma |       |
| 2007 | The Simpsons Game           | Marge Simpson, Patty e Selma |       |
| 2012 | The Simpsons: Tapped Out    | Marge Simpson, Patty e Selma |       |

| Ano  | Música           | Papel         | Artista          |
| ---- | ---------------- | ------------- | ---------------- |
| 1990 | "Do the Bartman" | Marge Simpson | Nancy Cartwright |

| Ano  | Título            | Papel                        | Notas |
| ---- | ----------------- | ---------------------------- | ----- |
| 2008 | The Simpsons Ride | Marge Simpson, Patty e Selma |       |